# Test Adama
Test Adama – test pozwalający skontrolować poziom testosteronu u pacjenta, pomagający w leczeniu andropauzy. Inna nazwa testu to kwestionariusz Morleya. Nazwa test Adama to skrót od angielskiej nazwy Androgen Deficiency in the Aging Male.
Andropauzie mogą towarzyszyć nieprzyjemne dolegliwości, takie jak: zmęczenie, nerwowość, problemy z koncentracją, spadek masy mięśniowej, przerzedzenie się owłosienia, pojawienie się na brzuchu „oponki”, a także uderzenia gorąca, obniżone libido i zaburzenia erekcji.
Test składa się z kilku pytań dotyczących charakterystycznych objawów andropauzy, na które należy udzielić odpowiedzi „tak” lub „nie”. 

## Pytania
Pacjent odpowiada na pytania:
- Czy obserwuje brak popędu płciowego?
- Czy odczuwa brak energii?
- Czy obserwuje spadek siły mięśniowej lub obniżenie odporności na wysiłek fizyczny?
- Czy odnotował spadek zadowolenia z życia?
- Czy obniżył się mu się wzrost?
- Czy bywa smutny i/lub w złym humorze?
- Czy wzwody członka są słabsze?
- Czy zauważył ostatnio obniżenie aktywności ruchowej?
- Czy jest śpiący po obfitym posiłku (obiedzie)?
- Czy miał ostatnio trudności w wykonywaniu pracy zawodowej?

Jeśli na pytania od pierwszego do siódmego lub trzy inne zostanie udzielona odpowiedź tak, można podejrzewać wystąpienie zespołu andropauzy. Aby być pewnym, należy skontaktować się z lekarzem i wykonać dodatkowe badania.